# Peruängstrupial
Peruängstrupial (Leistes bellicosa) är en fågel i familjen trupialer inom ordningen tättingar.

## Utseende
Hane peruängstrupial är en omisskännlig fågel i sitt utbredningsområde, med lysande rött bröst, vitt ögonbrynsstreck och mycket spetsig näbb. Hona och ungfågel är mer anspråkslöst tecknade med endast lite eller inget rött. Dessa känns dock igen på övervägande knubbigt utseende, rätt kort stjärt, näbbformen och det vitaktiga ögonbrynsstrecket.

## Utbredning och systematik
Peruängstrupial delas in i två underarter med följande utbredning:
- Leistes bellicosa bellicosa – förekommer utmed Stillahavssluttningen från sydvästra Colombia och Ecuador till centrala Peru
- Leistes bellicosa albipes – förekommer i torra strandområden från Peru (Ica) till nordligaste Chile

Tidigare placerades den i släktet Sturnella, men DNA-studier visar att de rödbröstade sydamerikanska ängstrupialerna utgör en egen och rätt gammal utvecklingslinje, varför de lyfts ut till ett eget släkte, Leistes.

## Levnadssätt
Peruängstrupialen är en ganska vanlig fågel i odlingsbygd, gräsmarker och i vissa områden även torra ökenbuskmarker. Den födosöker vanligen på marken, ibland i större grupper, men hanen ses sjunga från en upphöjd sittplats eller i flykten.

## Status
Arten har ett stort utbredningsområde och beståndet anses stabilt. Internationella naturvårdsunionen IUCN listar den därför som livskraftig (LC).